# Smoking Behind the Supermarket with You
Smoking Behind the Supermarket with You (スーパーの裏でヤニ吸うふたり?, Sūpā no ura de yani sū futari) è un manga scritto e disegnato da Jinushi. La serie è nata come fumetto online pubblicato su Twitter il 9 marzo 2022. La serie ha poi iniziato la serializzazione sulla rivista Monthly Big Gangan di Square Enix il 25 agosto 2022. Il manga ha vinto il Next Manga Award 2022 nella categoria online. Un adattamento serie televisiva anime è previsto per il 2026.

## Trama
Sasaki è un impiegato insoddisfatto della propria vita lavorativa che trova conforto nella presenza di Yamada, una giovane e sempre allegra cassiera del supermercato S, dove spesso si reca dopo il lavoro. Yamada rappresenta per lui una fonte di sollievo e un momento di leggerezza nella sua routine quotidiana. Un giorno, a causa di una riunione prolungata, Sasaki arriva al supermercato in ritardo e scopre che Yamada ha già terminato il suo turno. Deluso, si appresta ad andarsene, ma nota una donna con piercing che fuma dietro il negozio. Questa donna, Tayama, lo invita a unirsi a lei nell'area fumatori nascosta dietro il supermercato. Nonostante la sua iniziale esitazione, Sasaki comincia a frequentare regolarmente Tayama per fumare insieme, instaurando con lei un rapporto di confidenza.
In una conversazione con Tayama, Sasaki si difende dall'accusa implicita di usare Yamada per motivi romantici, spiegando che in realtà trae semplicemente energia dal suo lavoro e dalla presenza di Yamada. Successivamente, Yamada rivela a Sasaki di aver saputo da Tayama che lui è un suo ammiratore, scatenando in Sasaki un misto di imbarazzo e risentimento verso Tayama per aver rivelato il suo segreto. Tuttavia, la sorpresa finale è che Tayama è in realtà Yamada stessa, che ha scelto di nascondere la propria identità durante questi incontri. Da quel momento, fumare insieme nell'area nascosta del supermercato diventa per Sasaki e Yamada/Tayama un'abitudine, un momento di pausa e intimità che arricchisce la vita grigia di Sasaki.

## Personaggi
Sasaki (佐々木?)
Sasaki è il protagonista maschile, un impiegato quarantaquattrenne stanco e oberato di lavoro, impiegato come responsabile vendite in una cosiddetta black company, azienda con condizioni lavorative difficili. Da più di otto anni vive nella zona dove si svolge la vicenda, dopo essere stato trasferito dalla sede centrale alla filiale locale. Sasaki trova sollievo nella gentilezza e nel sorriso di Yamada, la cassiera del supermercato S, dove è un cliente abituale. Non si accorge che la sua amica fumatrice Tayama, con cui condivide momenti di pausa, è in realtà la stessa Yamada. Nonostante la sua goffaggine e la scarsa sensibilità nel cogliere indizi, Sasaki è una persona fondamentalmente buona, educata e premurosa, qualità che gli valgono la simpatia di Tayama. È single e non ha relazioni in corso; ha una sorella più giovane di dieci anni, molto bella. Sasaki è diventato fumatore in gioventù, dopo essere stato costretto a fumare da una sua ex fidanzata universitaria.
Yamada (山田?) / Tayama (田山?)
Yamada è la protagonista femminile, una giovane donna di 24 anni che lavora al supermercato S da otto anni, inizialmente come part-time. Durante il lavoro, si presenta come Yamada, una cassiera gentile, sorridente e molto apprezzata dai clienti, tra cui Sasaki, che trova conforto nella sua presenza. Fuori dall'orario di lavoro, invece, si trasforma in Tayama, una ragazza dallo stile rock, con giacca di pelle e diversi piercing alle orecchie. In questa veste, invita Sasaki a fumare con lei nell'area riservata dietro il negozio. Tayama si diverte a prendere in giro Sasaki per la sua goffaggine e per non riconoscere che lei è Yamada sono la stessa persona, ma allo stesso tempo apprezza la sua bontà d'animo e la sua attenzione. Yamada ha avuto un passato difficile, con problemi di autostima e molestie da parte di un cliente molesto, ma è stata incoraggiata da un altro fumatore a non arrendersi. L'autore ha dichiarato che il personaggio di Yamada rappresenta la serietà e la dedizione al lavoro, mentre Tayama ne è la controparte ribelle e libera.
Goto (後藤?)
Goto è la manager del supermercato S, una donna di 40 anni che fuma sigarette elettroniche. È una persona pragmatica e riservata, ma attenta al benessere dei suoi dipendenti. Ha intuito subito la relazione tra Sasaki e Yamada/Tayama, ma preferisce osservare senza intervenire, considerandola una forma di intrattenimento che rende meno monotone le sue serate di lavoro. Ama i romanzi rosa e spesso organizza eventi per migliorare le vendite del negozio. In passato è stata promossa al reparto pianificazione della sede centrale, ma è tornata al negozio perché non si trovava a suo agio con il lavoro d'ufficio.
Maezawa (前澤?)
Maezawa è il capo cassiere del supermercato S. È una persona allegra, socievole e chiacchierona. Ha figli e gode della stima della manager Goto, che lo chiama affettuosamente "Zawa" (ザワ?). È noto per la sua capacità di gestire situazioni difficili, come ritrovare i genitori a bambini smarriti. Racconta spesso storie e aneddoti, tra cui quella di un fantasma che si agirebbe nell'area fumatori del supermercato.
Ohno (大野?)
Ohno è un'assistente manager di mezza età, dal carattere mite e pacato. È una veterana tra i cassieri ed è nota per la sua passione per il pachinko, un popolare gioco d'azzardo giapponese.
Suzuki (鈴木?)
Suzuki è un collega di Sasaki, con cui condivide l'ufficio. È un uomo biondo, sposato e padre di una figlia di nome Megumi. È amico e compagno di studi universitari di Sasaki, con cui ha un rapporto di confidenza e scambio di battute. È un sostenitore leale di Sasaki, difendendolo nelle occasioni in cui si parla dei suoi errori passati.

## Produzione
Jinushi stava serializzando Rokurei - Tenseishi rinne kuyakusho dairokkanbu joreika katsudouki sulla rivista Monthly Big Gangan. Su consiglio del suo curatore editoriale, ha realizzato un manga breve come esercizio di scrittura creativa, che ha poi portato alla creazione di questa nuova serie. Mentre Rokurei era una storia soprannaturale, Jinushi ha deciso di rendere questo manga più realistico. Basandosi sulla sua esperienza nel settore del servizio clienti e delle vendite, ha ambientato la storia in un supermercato.

## Media

### Manga
Quando il primo capitolo è stato pubblicato su Twitter, il tweet ha ricevuto più di 190 000 "mi piace" (al 2 giugno 2022), creando un'enorme risposta. Al 25 giugno 2022, il numero totale di mi piace per la serie aveva superato i 2,5 milioni.
Il 25 agosto 2022 è iniziata la serializzazione sulla rivista Monthly Big Gangan. In questo numero è apparso in copertina e in apertura di colore. Lo stesso giorno è uscito anche il primo volume tankōbon con capitoli appena scritti. A seguito di ciò, il titolo fu cambiato da Super no ura de yani sū hanashi (スーパーの裏でヤニ吸う話?, Sūpā no ura de yani sū hanashi, lett. "Una storia sul fumo nel retro del supermercato") a Super no ura de yani sū futari (スーパーの裏でヤニ吸うふ̏り?, Sūpā no ura de yani sū futari, lett. "Dietro il supermercato, fumando con te"), e i capitoli dal 4 al 16 che erano stati pubblicati su Twitter sono stati cancellati, ma è stato annunciato che continuerà su Twitter senza cambiamenti. Al 25 luglio 2025 sono stati pubblicati 7 volumi. Il manga è stato concesso in licenza da Manga UP! Global e dal sito web di Square Enix.
In Italia la serie viene pubblicata da Edizioni BD sotto l'etichetta J-Pop a partire dal 10 luglio 2024.
La serie viene distribuita anche negli Stati Uniti da Square Enix Manga & Books, in Francia da Kana e in Polonia da Studio JG.

#### Volumi
| Nº | Data di prima pubblicazione | Data di prima pubblicazione                                                 | Data di prima pubblicazione | Data di prima pubblicazione |
| Nº | Giapponese                  | Giapponese                                                                  | Italiano                    | Italiano                    |
| -- | --------------------------- | --------------------------------------------------------------------------- | --------------------------- | --------------------------- |
| 1  | 25 agosto 2022              | ISBN 978-4-7575-8094-7                                                      | 10 luglio 2024              | ISBN 978-88-349-2694-9      |
| 2  | 25 gennaio 2023             | ISBN 978-4-7575-8362-7                                                      | 4 settembre 2024            | ISBN 978-88-349-2742-7      |
| 3  | 25 luglio 2023              | ISBN 978-4-7575-8694-9 (ed. regolare) ISBN 978-4-7575-8695-6 (ed. limitata) | 13 novembre 2024            | ISBN 978-88-349-2974-2      |
| 4  | 25 gennaio 2024             | ISBN 978-4-7575-8709-0 (ed. regolare) ISBN 978-4-7575-8710-6 (ed. limitata) | 29 gennaio 2025             | ISBN 978-88-349-3103-5      |
| 5  | 25 luglio 2024              | ISBN 978-4-7575-9314-5                                                      | 12 marzo 2025               | ISBN 978-88-349-3301-5      |
| 6  | 24 gennaio 2025             | ISBN 978-4-7575-9542-2 (ed. regolare) ISBN 978-4-7575-9543-9 (ed. limitata) | 21 maggio 2025              | ISBN 978-88-349-3368-8      |
| 7  | 25 luglio 2025              | ISBN 978-4-7575-9975-8                                                      | —                           | —                           |

### Anime
Il 18 luglio 2025 è stato annunciato un adattamento televisivo anime. La trasmissione è prevista per il 2026 su TBS e le sue affiliate.

## Accoglienza
Smoking Behind the Supermarket with You ha vinto il 2022 Next Manga Award nella categoria online. La serie si è classificata al settimo posto nell'edizione 2023 della lista Kono manga ga sugoi! di Takarajimasha dei migliori manga per lettori di sesso maschile. Si è inoltre classificata all'ottavo posto nel 16° Manga Taishō. La serie si è classificata al quarto posto nella classifica Nationwide Publishers' Recommended Comics of 2023 e al primo posto nella Nationwide Publishers' Recommended Comics of 2023. Ha superato le 200 000 copie in circolazione a partire dal primo volume.